# Hybride Technologies
 (janvier 2016).
Hybride est un studio québécois spécialisé dans la création d'effets visuels pour le cinéma, la télévision et la publicité. Fondé en 1991, il est racheté par l'éditeur de jeux vidéo français Ubisoft en 2008.

## Historique
Hybride est fondé en 1991 par Pierre Raymond, Paul Murdock, Michel Murdock, Daniel Leduc et Sylvie Talbot. C'est alors le premier studio de création numérique au Québec. À ses débuts, il crée des effets visuels pour des documentaires, conçoit l'habillage de plusieurs chaînes de télévision et collabore à plus de 1 000 campagnes publicitaires télévisées comme pour Coca-Cola en 1992.
En 1995, la société acquiert un nouveau système technologique lui permettant de se lancer dans le cinéma. Deux ans plus tard, en 1997, Hybride travaille sur son premier projet d'envergure internationale, le film Mimic de Guillermo del Toro. Depuis, la compagnie a participé à la production de plus d'une soixantaine de longs-métrages aux succès internationaux tels que Sin City (2005), 300 (2006), Destination finale 4 (2009), Predators (2010), Hunger Games (2012), Pacific Rim (2013), Jurassic World (2015) ainsi qu'à la série de courts-métrages Assassin's Creed: Lineage. Elle a également contribué à plusieurs téléfilms et séries télévisées comme Napoléon (2002).
En juillet 2008, l'éditeur de jeux vidéo français Ubisoft rachète le studio Hybride afin de développer des outils technologiques communs. Il est prévu que le studio québécois participe aux effets visuels des jeux vidéo et à leurs adaptations au cinéma, tout en continuant à travailler pour des prestataires extérieurs traditionnels.

## Productions

### Films
- 2017 : Star Wars, épisode VIII : Les derniers Jedi
- 2017 : mother!
- 2017 : Valérian et la cité des mille planètes
- 2017 : Kong: Skull Island
- 2017 : The Great Wall
- 2016 : Premier contact (Arrival)
- 2016 : Rogue One: A Star Wars Story
- 2016 : Deepwater Horizon
- 2016 : Warcraft : Le Commencement
- 2015 : Star Wars, épisode VII : Le Réveil de la Force
- 2015 : Jurassic World
- 2015 : À la poursuite de demain
- 2014 : Invincible
- 2014 : The Good Lie
- 2014 : Les Tortues Ninja
- 2014 : La Belle et la Bête
- 2013 : Hunger Games : L'Embrasement
- 2013 : Les Schtroumpfs 2
- 2013 : Pacific Rim
- 2013 : White House Down
- 2013 : Jappeloup
- 2012 : Hunger Games
- 2011 : Spy Kids 4 : Tout le temps du monde
- 2011 : The Black Mamba
- 2010 : L'Appât
- 2010 : Machete
- 2010 : Predators
- 2009 : Avatar
- 2009 : Assassin's Creed: Lineage
- 2009 : Whiteout
- 2009 : Destination finale 4
- 2009 : Shorts
- 2009 : Esther
- 2009 : Dragonball Evolution
- 2008 : Le Grand Départ
- 2008 : Ce qu'il faut pour vivre
- 2008 : X-Files : Régénération
- 2008 : Voyage au centre de la Terre
- 2007 : Comment survivre à sa mère
- 2007 : L'Âge des ténèbres
- 2006 : 300
- 2006 : Des serpents dans l'avion
- 2005 : Maurice Richard
- 2005 : Aurore
- 2005 : Les Aventures de Shark Boy et Lava Girl
- 2005 : Sin City
- 2005 : Zig Zag, l'étalon zébré
- 2004 : Nouvelle-France
- 2004 : Capitaine Sky et le Monde de demain
- 2004 : Secrets d'État
- 2003 : Le Dernier signe
- 2003 : Il était une fois au Mexique... Desperado 2
- 2003 : Spy Kids 3 : Mission 3D
- 2003 : La Grande Séduction
- 2002 : Spy Kids 2 : Espions en herbe
- 2001 : Espions en herbe
- 2000 : L'Art de la guerre
- 2000 : Battlefield Earth
- 1999 : Grey Owl
- 1999 : Voyeur
- 1998 : Free Money
- 1998 : The Faculty
- 1998 : Alegría
- 1997 : The Peacekeeper
- 1997 : Mimic
- 1996 : Habitat (en)
- 1995 : Highlander 3

### Séries télévisées
- 2016 : Black Sails
- 2014 : Black Sails
- 2014 : Hemlock Grove
- 2014 : Une nuit en enfer, la série
- 2008 : John Adams
- 2006 : Magnitude 10,5 : L'Apocalypse
- 2002 : Napoléon
- 1999 : The Lost World
- 1999 : Le Monde perdu

### Téléfilms
- 2006 : Marie-Antoinette
- 2002 : Matthew Blackheart: Monster Smasher
- 1998 : Nico la licorne